# کریسمس (فلوریدا)
کریسمس (به انگلیسی: Christmas) یک منطقهٔ مسکونی در ایالات متحده آمریکا است که در شهرستان اورنج، فلوریدا واقع شده‌است. کریسمس ۸٫۹ کیلومتر مربع مساحت و ۱٬۱۴۶ نفر جمعیت دارد و ۱۳ متر بالاتر از سطح دریا قرار دارد.